# Казачок
Казачо́к (на руски: казачок; на украински: козачок) е казашки (руски и украински) народен танц, бърз и продължителен.
По произход е танц на казаците (самото наименование означава казаче, тоест малък казак). Различават няколко разновидности на танца според казашките групи, в които се срещат (от запад на изток): украински, руски, кубански, терски.
Характерно за него е, че се играе по двойки в такт 2/4, обикновено в постоянно нарастващо темпо и с импровизаторски характер. При него жените водят, а мъжете следват, стремейки се да повторят техните движения. Характерна черта на този танц е пляскането с ръце.
Най-характерните движения на казачока наподобяват фигури на животни:
- патешки (гъши) крачки в приседнало положение (в клек без изправяне),
- редувани изхвърляния на краката напред от опора на ръцете отзад (като паяк).

Има солови изпълнения с пляскане, въртеливи движения, подскоци по двойки, хоровод.
Сценичните костюми за мъжете са бели ризи с бродерии и червени или сини шалвари. Жените танцуват с венци с вплетени ленти. Носят се често червени ботуши.